# Легенда за любовта
„Легенда за любовта“ е българско-чехословашки игрален филм (фентъзи) от 1957 година на режисьора Вацлав Кръшка, по сценарий на Назъм Хикмет и Вацлав Кръшка. Оператор е Фердинанд Печенка. Музиката във филма е композирана от Веселин Стоянов.

## Актьорски състав
- Апостол Карамитев – Ферхад
- Емилия Радева – Ширин
- Жени Божинова – Мехмене Бану
- Андрей Чапразов – Везирът
- Стефан Петров – Главният майстор
- Кирил Илинчев
- Досьо Досев - художник
- Любомир Димитров
- Продан Ортодоксиев